# Gabi Novak
Gabriella (Gabi) Novak, hrvaška pevka pop in jazz glasbe, * 8. julij 1936, Berlin, Nemški rajh, † 11. avgust 2025.
Gabi Novak se je rodila v Nemčiji hrvaškemu očetu in nemški materi. Otroštvo je preživela v Berlinu, z začetkom druge svetovne vojne pa se je z družino preselila na Hvar, od koder je izhajal njen oče. Kasneje se je preselila v Zagreb, kjer je zaključila Šolo za uporabno umetnost in kratek čas delala kot risarka v Zagreb filmu, v Studiu za risani film. Njen pevski talent je opazil Bojan Adamič, ki jo je povabil na gostovanja z Big Bandom v Ljubljani. Kmalu zatem je nastopila na Zagrebfestu z izvedbo pesmi »Ljubav ili šala«. Poseben mejnik v njeni karieri je bil nastop na Blejskem jazz festivalu leta 1958, ko je pela z Louisom Armstrongom.
Do njegove smrti je bila poročena s hrvaškim skladateljem in pevcem Arsenom Dedićem, ki je zanjo napisal tudi številne pesmi. Imela sta sina Matijo Dedića, znanega džezovskega glasbenika, ki je umrl 8. junija 2025.
Pogosto so jo imenovali prva dama hrvaške zabavne glasbe. V svoji bogati karieri je nanizala številne uspešnice, ki so zaslovele po vsej nekdanji Jugoslaviji; med drugim je prepevala skladbe »Pamtim sretne dane«, »Vino i gitare«, »On me voli na svoj način«. Prejela je več hrvaških glasbenih nagrad porin.

## Diskografija
- 1961 − LP − Pjeva Gabi Novak
- 1970 − LP − Gabi (kompilacija, Jugoton)
- 1971 − LP − Gabi (kompilacija, PGP RTB)
- 1974 − LP − Samo žena
- 1977 − LP − Gabi 77
- 1978 − LP − Najveći uspjesi (kompilacija)
- 1980 − LP − Gabi & Arsen
- 1982 − LP − Gabi
- 1985 − LP − Nada
- 1988 − LP − Hrabri ljudi (Gabi in Arsen)
- 1993 − Retrospektiva (kompilacija)
- 1997 − Adrese moje mladosti
- 2002 − Pjesma je moj život
- 2003 − Pjeva Gabi Novak (ponovna izdaja)
- 2006 − Zlatna kolekcija (kompilacija)